# San zimske noći
San zimske noći é um filme de drama sérvio de 2004 dirigido e escrito por Goran Paskaljevic. Foi selecionado como representante da Sérvia à edição do Oscar 2005, organizada pela Academia de Artes e Ciências Cinematográficas.

## Elenco
- Lazar Ristovski
- Jasna Zalica